# Grand Prix moto d'Espagne 2000
Le  Grand Prix moto d'Espagne 2000 est la quatrième manche du championnat du monde de vitesse moto 2000. La compétition s'est déroulée entre le 28 au 30 avril 2000 sur le circuit permanent de Jerez.
C'est la 46e édition du Grand Prix moto d'Espagne.

## Classement final 500 cm3
| Pos  | Pilote                   | Constructeur | Temps/Écart     | Points |
| ---- | ------------------------ | ------------ | --------------- | ------ |
| 1    | Kenny Roberts Jr         | Suzuki       | 45 min 52 s 311 | 25     |
| 2    | Carlos Checa             | Yamaha       | +0 s 859        | 20     |
| 3    | Valentino Rossi          | Honda        | +3 s 525        | 16     |
| 4    | Àlex Crivillé            | Honda        | +5 s 037        | 13     |
| 5    | Alex Barros              | Honda        | +12 s 608       | 11     |
| 6    | Loris Capirossi          | Honda        | +17 s 436       | 10     |
| 7    | Nobuatsu Aoki            | Suzuki       | +19 s 484       | 9      |
| 8    | Régis Laconi             | Yamaha       | +27 s 589       | 8      |
| 9    | Jurgen van den Goorbergh | TSR-Honda    | +27 s 777       | 7      |
| 10   | Tadayuki Okada           | Honda        | +35 s 920       | 6      |
| 11   | Tetsuya Harada           | Aprilia      | +47 s 107       | 5      |
| 12   | David de Gea             | Modenas      | +1 min 56 s 859 | 4      |
| 13   | Yoshiteru Konishi        | TSR-Honda    | +2 min 09 s 097 | 3      |
| Abd. | Norifumi Abe             | Yamaha       | Abandon         |        |
| Abd. | José Luis Cardoso        | Honda        | Abandon         |        |
| Abd. | Garry McCoy              | Yamaha       | Abandon         |        |
| Abd. | Shane Norval             | Honda        | Abandon         |        |
| Abd. | Jeremy McWilliams        | Aprilia      | Abandon         |        |
| Abd. | Sébastien Gimbert        | Honda        | Abandon         |        |
| Abd. | Sete Gibernau            | Honda        | Abandon         |        |
| Abd. | Max Biaggi               | Yamaha       | Abandon         |        |

## Classement final 250 cm3
| Pos  | Pilote            | Constructeur | Temps/Écart     | Points |
| ---- | ----------------- | ------------ | --------------- | ------ |
| 1    | Ralf Waldmann     | Aprilia      | 45 min 53 s 451 | 25     |
| 2    | Daijiro Kato      | Honda        | +5 s 188        | 20     |
| 3    | Tohru Ukawa       | Honda        | +6 s 052        | 16     |
| 4    | Olivier Jacque    | Yamaha       | +23 s 670       | 13     |
| 5    | Anthony West      | Honda        | +29 s 685       | 11     |
| 6    | Marco Melandri    | Aprilia      | +36 s 549       | 10     |
| 7    | Marcellino Lucchi | Aprilia      | +43 s 644       | 9      |
| 8    | Klaus Nöhles      | Aprilia      | +47 s 266       | 8      |
| 9    | Sebastian Porto   | Yamaha       | +50 s 638       | 7      |
| 10   | Franco Battaini   | Aprilia      | +50 s 706       | 6      |
| 11   | Luca Boscoscuro   | Aprilia      | +52 s 303       | 5      |
| 12   | Jason Vincent     | Aprilia      | +56 s 202       | 4      |
| 13   | Johan Stigefelt   | TSR-Honda    | +58 s 336       | 3      |
| 14   | Alex Debon        | Aprilia      | +1 min 00 s 523 | 2      |
| 15   | Shinya Nakano     | Yamaha       | +1 min 03 s 969 | 1      |
| 16   | Fonsi Nieto       | Yamaha       | +1 min 03 s 985 |        |
| 17   | Alex Hofmann      | Aprilia      | +1 min 07 s 612 |        |
| 18   | David Checa       | TSR-Honda    | +1 min 09 s 664 |        |
| 19   | Roberto Rolfo     | TSR-Honda    | +1 min 11 s 963 |        |
| 20   | David Garcia      | Aprilia      | +1 min 16 s 652 |        |
| 21   | Adrian Coates     | Aprilia      | +1 min 25 s 101 |        |
| 22   | Jeronimo Vidal    | Aprilia      | +1 min 25 s 646 |        |
| 23   | Lucas Oliver      | Yamaha       | +1 tour         |        |
| 24   | Julien Allemand   | Yamaha       | +1 tour         |        |
| 25   | David Ortega      | Honda        | +1 tour         |        |
| Abd. | Vincent Philippe  | TSR-Honda    | Abandon         |        |
| Abd. | Naoki Matsudo     | Yamaha       | Abandon         |        |
| Abd. | Ivan Clementi     | Aprilia      | Abandon         |        |
| Abd. | Jarno Janssen     | TSR-Honda    | Abandon         |        |
| Abd. | Jamie Robinson    | Aprilia      | Abandon         |        |
| Abd. | Ismael Bonilla    | Honda        | Abandon         |        |
| Abd. | Shahrol Yuzy      | Yamaha       | Abandon         |        |

## Classement final 125 cm3
| Pos  | Pilote               | Constructeur | Temps/Écart     | Points |
| ---- | -------------------- | ------------ | --------------- | ------ |
| 1    | Emilio Alzamora      | Honda        | 42 min 19 s 740 | 25     |
| 2    | Mirko Giansanti      | Honda        | +1 s 047        | 20     |
| 3    | Roberto Locatelli    | Aprilia      | +5 s 076        | 16     |
| 4    | Masao Azuma          | TSR          | +9 s 661        | 13     |
| 5    | Noboru Ueda          | Honda        | +19 s 030       | 11     |
| 6    | Lucio Cecchinello    | Honda        | +19 s 397       | 10     |
| 7    | Ivan Goi             | Honda        | +27 s 987       | 9      |
| 8    | Arnaud Vincent       | Aprilia      | +30 s 981       | 8      |
| 9    | Manuel Poggiali      | Derbi        | +36 s 238       | 7      |
| 10   | Steve Jenkner        | Honda        | +40 s 379       | 6      |
| 11   | Angel Nieto Jr       | Honda        | +40 s 972       | 5      |
| 12   | Gino Borsoi          | Aprilia      | +46 s 436       | 4      |
| 13   | Randy de Puniet      | Aprilia      | +46 s 577       | 3      |
| 14   | Jaroslav Huleš       | Italjet      | +1 min 00 s 404 | 2      |
| 15   | Alex De Angelis      | Honda        | +1 min 03 s 953 | 1      |
| 16   | Antonio Elias        | Honda        | +1 min 06 s 189 |        |
| 17   | Leon Haslam          | Italjet      | +1 min 16 s 185 |        |
| 18   | William De Angelis   | Aprilia      | +1 min 23 s 049 |        |
| 19   | Reinhard Stölz       | Honda        | +1 min 26 s 218 |        |
| 20   | Marco Petrini        | Aprilia      | +1 min 27 s 877 |        |
| 21   | Youichi Ui           | Derbi        | +1 min 30 s 833 |        |
| 22   | Hector Faubel        | Aprilia      | +1 min 46 s 512 |        |
| 23   | David Mico           | Aprilia      | +1 min 46 s 656 |        |
| Abd. | Gianluigi Scalvini   | Aprilia      | Abandon         |        |
| Abd. | Max Sabbatani        | Honda        | Abandon         |        |
| Abd. | Alessandro Brannetti | Honda        | Abandon         |        |
| Abd. | Iván Martínez        | Aprilia      | Abandon         |        |
| Abd. | Simone Sanna         | Aprilia      | Abandon         |        |
| Abd. | Pablo Nieto          | Derbi        | Abandon         |        |